# Mestra (mitologia)

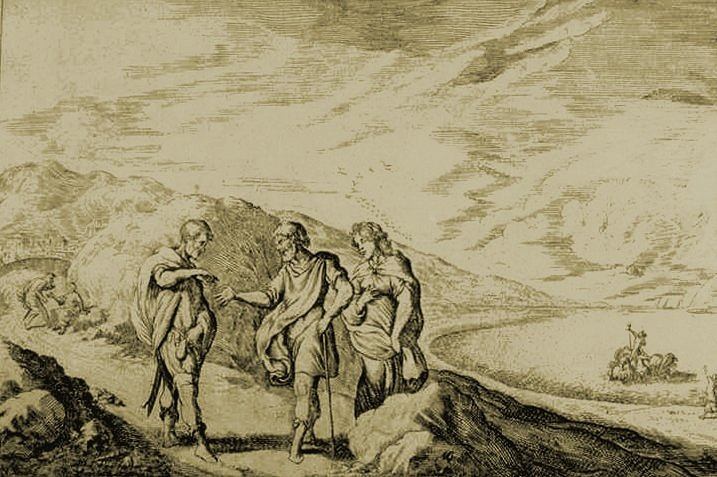
Bauer Mestra venuda per Erisícton

Mestra (en grec antic Μήστρα), va ser, en mitologia grega, la filla d'Erisícton, un rei de Tessàlia que va destruir un bosc consagrat a Demèter. La deessa el va condemnar a patir una fam insaciable.
Per a aconseguir recursos per comprar menjar pel seu pare, que s'havia gastat el patrimoni en pocs dies degut al càstig de la deessa, Mestra es venia com a esclava. Però havia rebut del seu amant Posidó la facultat de transformar-se a voluntat, i cada cop s'escapava amb facilitat de casa del seu amo, per tornar a repetir l'operació de vendre's. De totes maneres, la perpètua fam d'Erisícton, convertit en un pidolaire, va fer que acabés menjant-se ell mateix.
Mestra, alliberada de l'obligació cap al seu pare, es casà amb Autòlic, l'avi d'Odisseu.